# John Buchanan Robinson

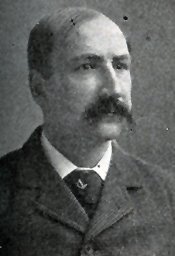
John Buchanan Robinson

John Buchanan Robinson (* 23. Mai 1846 in Allegheny, Allegheny County, Pennsylvania; † 28. Januar 1933 in Philadelphia, Pennsylvania) war ein US-amerikanischer Politiker. Zwischen 1891 und 1897 vertrat er den Bundesstaat Pennsylvania im US-Repräsentantenhaus.

## Werdegang
John Robinson wurde in Allegheny geboren, das heute zur Stadt Pittsburgh gehört. Er besuchte das Amherst College und studierte an der University of Pennsylvania. Im Jahr 1864 nahm er für kurze Zeit als Soldat im Heer der Union am Bürgerkrieg teil. Noch im gleichen Jahr schrieb er sich an der United States Naval Academy ein, die er im Jahr 1868 absolvierte. Bis 1875 diente er dann in der US Navy. Nach einem Jurastudium und seiner 1876 erfolgten Zulassung als Rechtsanwalt begann er in Philadelphia in diesem Beruf zu arbeiten. Im Jahr 1878 verlegte er seinen Wohnsitz und seine Anwaltskanzlei nach Media. Dort stieg er auch in das Pressegeschäft ein. In den Jahren 1881 und 1882 gab er die Zeitung Delaware County Gazette heraus. Er arbeitete auch selbst als Reporter. Schließlich erwarb er die Zeitung Media Ledger. Gleichzeitig schlug er als Mitglied der Republikanischen Partei eine politische Laufbahn ein. Zwischen 1885 und 1887 saß er als Abgeordneter im Repräsentantenhaus von Pennsylvania; im Jahr 1889 gehörte er dem Staatssenat an.
Bei den Kongresswahlen des Jahres 1890 wurde Robinson im sechsten Wahlbezirk von Pennsylvania in das US-Repräsentantenhaus in Washington, D.C. gewählt, wo er am 4. März 1891 die Nachfolge von Smedley Darlington antrat. Nach zwei Wiederwahlen konnte er bis zum 3. März 1897 drei Legislaturperioden im Kongress absolvieren. Im Jahr 1896 wurde er nicht bestätigt. Ebenfalls zwischen 1891 und 1897 war Robinson Präsident der League of Republican Clubs of Pennsylvania. 1893 gehörte er dem Leitungsgremium (Board of Visitors) der US-Marineakademie an.
In den Jahren 1892, 1896 und 1908 nahm John Robinson als Delegierter an den jeweiligen Republican National Conventions teil, auf denen Benjamin Harrison, William McKinley und William Howard Taft als Präsidentschaftskandidaten nominiert wurden. Zwischen 1900 und 1914 war er US Marshal für den östlichen Teil des Staates Pennsylvania. Er starb am 28. Januar 1933 in Philadelphia.